# Raionul Izeaslav, Hmelnîțkîi
Izeaslav (în ucraineană Ізяславський район, transliterat: Izeaslavskîi raion) este un raion în regiunea Hmelnîțkîi, Ucraina. Reședința sa este orașul Izeaslav.

## Demografie
Componența lingvistică a raionului Izeaslav
     Ucraineană (97%)
     Rusă (2,77%)
     Alte limbi (0,13%)
Conform recensământului din 2001, majoritatea populației raionului Izeaslav era vorbitoare de ucraineană (97%), existând în minoritate și vorbitori de rusă (2,77%).